# キルメス・パルティード
キルメス・パルティード(スペイン語: Partido de Quilmes)は、アルゼンチン・ブエノスアイレス州のパルティード（第2レベルの行政区分）である。大ブエノスアイレス都市圏に位置する。政庁所在地はキルメス市である。
面積は125km2である。人口は580,829人であり、大ブエノスアイレス圏で3番目に人口が多いパルティードである。名称は先住民のキルメス族に由来している。

## 地区（ロカリダーデ）
| 市と地区                     | 市と地区                     | 人口(人) |
| ---------------------------- | ---------------------------- | -------- |
| ベルナル                     | ベルナル                     | 33,415   |
| ベルナル                     | 西ベルナル                   | 76,499   |
| ドン・ボスコ                 | ドン・ボスコ                 | 20,876   |
| エスペレータ                 | エスペレータ                 | 49,191   |
| エスペレータ                 | 西エスペレータ               | 23,366   |
| キルメス                     | キルメス                     | 111,575  |
| キルメス                     | 西キルメス                   | 119,235  |
| サン・フランシスコ・ソラーノ | サン・フランシスコ・ソラーノ | 53,363   |
| ビジャ・ラ・フロリダ         | ビジャ・ラ・フロリダ         | 31,268   |

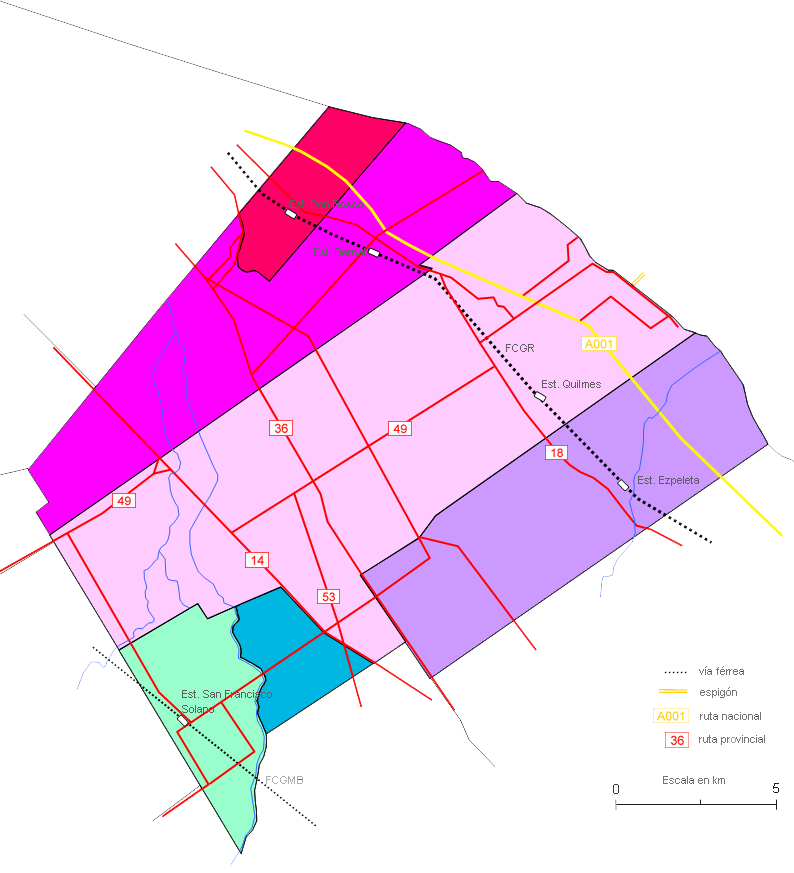
キルメス・パルティードの地区図

出典 : 2001 Census, INDEC and DPE

## 文化
ビール

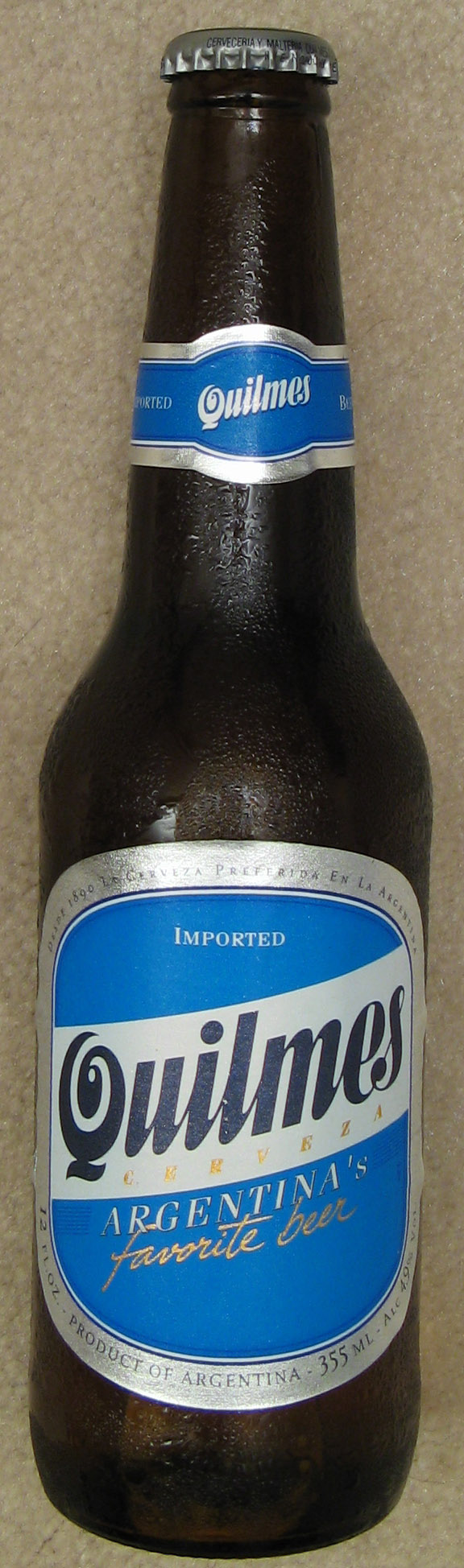

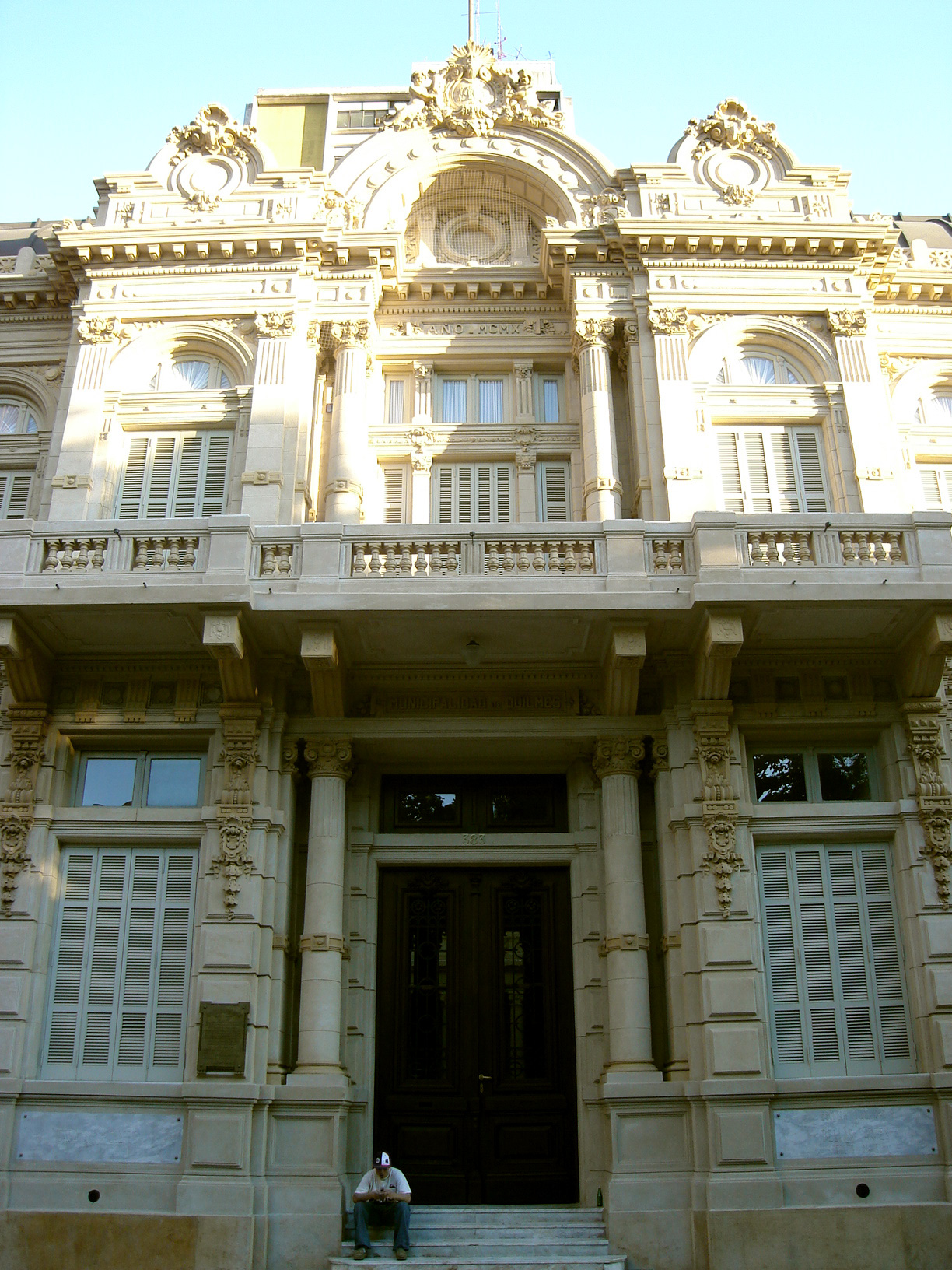
キルメス市庁舎

アルゼンチンでもっとも消費量の多いビールの銘柄はセルベッサ・キルメス（キルメス・ビール）である。セルベッサ・キルメスは1888年にドイツ系移民のOtto Bembergがキルメスで興した会社であり、1920年代にはブエノスアイレスでもっとも人気のあるビール銘柄に成長した。現在は年間150億リットルのビールを製造しており、アルゼンチン国内のシェアの75%を占めている。
スポーツ
キルメス・パルティードには2つのサッカークラブが本拠地を置いている。1897年に創設されたキルメスACはプリメーラ・ディビシオン（１部）で2回優勝している。1899年に設立されたCAアルヘンティーノ・デ・キルメスはプリメーラB・メトロポリターナ（現3部相当）などでの優勝経験もあり、2012-13シーズンにはプリメーラD・メトロポリターナ（5部相当）で優勝した。キルメス・パルティードにはフィールドホッケーチーム、バスケットボールチーム、ラグビーチームなども存在する。
宗教
1666年にはキルメス大聖堂が建設され、1976年にはキルメス司教区が創設された。初の司教はホルヘ・ノバク神父であり、彼は国家再編成プロセス（1976年-1983年の軍事政権期間）中の人権保護活動で有名である。1967年にはキルメスに福音教会が建設された。